# Floyd Mayweather, Jr.
Floyd Joy Mayweather Jr. (n. Floyd Joy Sinclair; n. 24 februarie 1977, Grand Rapids, Michigan, SUA) este un promotor profesionist de box și un fost pugilist profesionist american. A boxat între 1996 și 2015 și a revenit într-un singur meci în 2017. 
În timpul carierei sale a câștigat cincisprezece titluri mondiale importante, inclusiv The Ring în cinci clase de greutate, campionatul liniar în patru categorii de greutate (de două ori la categoria semimijlocie) și s-a retras cu un record neînvins. În calitate de amator a câștigat o medalie de bronz la categoria pană la Jocurile Olimpice din 1996, trei campionate Golden Gloves (la semi-muscă , muscă și pană) și campionatul național al Statelor Unite la categoria pană. 
Mayweather este de două ori câștigător al premiului „Boxerul Anului” acordat de revista The Ring (1998 și 2007), a câștigat de trei ori premiul Sugar Ray Robinson acordat de Boxing Writers Association of America (2007, 2013 și 2015), a câștigat de șase ori Premiul Best Fighter ESPY (2007-2010, 2012-2014). În 2016, Mayweather a fost clasat de ESPN drept cel mai mare boxer, „pound for pound” (kilogram per kilogram), din ultimii 25 de ani. În același an, el a atins punctul culminant la GeryyBoxClub, fiind boxerul numărul unu din toate timpurile, kilogram per kilogram, precum și cel mai bun boxer din toate timpurile la semimijlocie. Multe site-uri de sport și box, inclusiv The Ring, Sports Illustrated, ESPN, BoxRec, Fox Sports și Yahoo! Sports, l-au clasat pe Mayweather ca cel mai bun boxer „pound for pound” (kilogram per kilogram) în lume de două ori într-un interval de zece ani.
El este numit adesea cel mai bun boxer defensiv din istorie, fiind de asemenea cel mai precis boxer de la existența CompuBox, având cel mai mare raport plus-minus în istoria boxului înregistrat. De la cea mai recentă luptă din 2015, Mayweather înregistrează 26 de victorii fără înfrângere sau egalitate în meciurile pentru titlurile mondiale (10 KO), 23 victorii (9 KO) în meciuri de titluri liniare, 24 victorii (7 KO) împotriva unor campioni mondiali actuali, 12 victorii (3 KO) împotriva foștilor campioni sau actualilor campioni liniari și 2 victorii (1 KO) împotriva a doi incluși în International Boxing Hall of Fame.
În plus față de realizările sale din ring, Mayweather este binecunoscut pentru a fi una dintre cele mai profitabile atracții pay-per-view din toate timpurile, în orice sport. El a ocupat topul listelor Forbes și Sport Illustrated cu 50 de sportivi cei mai bine plătiți din 2012 și, respectiv, 2013, iar pe lista Forbes din nou în 2014 și 2015, l-au afișat ca cel mai bine plătit sportiv din lume. În 2007, și-a înființat propria firmă de promovare a boxului, Mayweather Promotions, după ce a plecat de la Top Rank a lui Bob Arum. Mayweather a generat aproximativ 19,5 milioane de clienți în PPV și venituri de 1,3 miliarde de dolari pe parcursul carierei sale, depășind  fostele atracții PPV de vârf, inclusiv: Mike Tyson, Evander Holyfield, Lennox Lewis, Oscar De La Hoya, Manny Pacquiao și Conor McGregor.

## Tinerețe
Floyd Joy Mayweather Jr. s-a născut pe data de 24 februarie 1977 în Grand Rapids, Michigan, într-o familie de boxeri. Tatăl său, Floyd Mayweather Sr., a fost pretendent la categoria semimijlocie boxând cu Sugar Ray Leonard care este inclus în Hall of Fame. Unchii lui, Jeff și Roger Mayweather, au fost boxeri profesioniști, iar cel de-al doilea chiar fiind antrenorul lui Floyd, care a câștigat două campionate mondiale, și a boxat împotriva lui Julio César Chávez, Pernell Whitaker și Kostya Tszyu aceștia fiind incluși în Hall of Fame. Mayweather s-a născut cu numele de familie al mamei sale, dar numele său de familie a fost schimbat în Mayweather la scurt timp după aceea. A urmat Ottawa Hills High School înainte să renunțe. Boxul a făcut parte din viața lui Mayweather încă din copilărie și nu a luat în considerare niciodată în mod serios o altă profesie. „Cred că bunica mea a văzut mai întâi potențialul meu”, a spus el. „Când eram tânăr, i-am spus: „Cred că ar trebui să-mi găsesc un loc de muncă”. Ea a spus: „Nu, continuă să boxezi”. El a spus mai târziu: „Când aveam opt sau nouă ani, am locuit în New Jersey împreună cu mama și eram șapte persoane într-un dormitor și uneori nu aveam electricitate. Când oamenii văd ce am acum, nu au nici o idee de unde am venit și cum n-am avut nimic când am crescut.
Nu era neobișnuit pentru tânărul Mayweather să vină acasă de la școală și să găsească ace de heroină folosite în curtea din față. Mama lui era dependentă de droguri și avea o mătușă care a murit din cauza SIDA provenită de la consumul de droguri. „Oamenii nu știu prin ce iad am trecut”, spune el. Cea mai mare parte a timpului petrecut de tatal sau cu el era când îl ducea la sala de sport pentru a se antrena, conform lui Mayweather. „Nu-mi amintesc să mă ducă oriunde sau să facă ceva ce un tată obișnuit face cu fiul său, mers în parc sau la film sau la o înghețată”, spune el. „Mereu am crezut că o place mai mult pe sora mea mai mare deoarece pe mine mă bătea tot timpul, iar pe ea nu a bătut-o niciodată.”
Tatăl lui Mayweather susține că Floyd nu spune adevărul despre relația lor timpurie. „Chiar dacă tatăl său a vândut droguri, nu mi-am neglijat fiul”, spune bătrânul Mayweather. Drogurile pe care le-am vândut, el a luat parte la toate. Avea destulă mâncare. Avea cele mai bune haine și i-am dat bani. nu a vrut nimic. Nu își dorea nimic. Oricine din Grand Rapids vă poate spune că am avut grijă de copiii mei”. Floyd Sr. spune că făcea toate afacerile noaptea, iar ziua stătea cu fiul său, luându-l în sală și antrenându-l pentru a fi boxer. „Dacă nu eram eu, el nu ar fi unde este astăzi", susține el.
„În esență m-am crescut singur”, spune Mayweather. „Bunica mea a făcut ce a putut. Când se supăra pe mine mă duceam la casa mamei mele. Viața mea era urcușuri și coborâșuri.” Tatăl său spune că știe cât de multă durere a provacat încarcerarea sa pentru fiul său, dar insistă că a făcut tot ce putea. „L-am trimis să locuiască împreună cu bunica sa”, spune el. „Nu era ca și cum l-am lăsat cu străini”. În lipsa tatălui său, boxul a devenit un loc în care se putea relaxa. În timp ce tatăl său era încarcerat, fiul său - cu viteza și simțul nemaivăzut al ringului - s-a concentrat în totalitate pe box și a renunțat la liceul. „Știam că va trebui să încerc să am grijă de mama mea și am luat decizia că școala nu era atât de importantă la acel moment și aveam de gând să fac box pentru a-mi câștiga existența", a spus el.

## Rezultate în boxul profesionist
| 50 victorii (27 prin knockout, 23 la puncte), 0 înfrângeri, 0 remize |                  |                     |     |               |            |                                                         | |
| Rez.                                                                 | Rezultat general | Adversar            | Tip | Runda, Timp   | Data       | Locația                                                 | Note |
| Victorie                                                             | 50-0             | Conor McGregor      | TKO | 10 (12), 1:05 | 2017-08-26 | T-Mobile Arena, Paradise, Nevada, SUA                   | Păstrează WBC (Super) „Money Belt”.                                                                                        |
| Victorie                                                             | 49–0             | Andre Berto         | UD  | 12            | 2015-09-12 | MGM Grand Hotel & Casino, Las Vegas, Nevada             | A păstrat titlurile WBA (Super), WBC și The Ring Welterweight. A câștigat titlul WBO Welterweight.                         |
| Victorie                                                             | 48–0             | Manny Pacquiao      | UD  | 12            | 2015-05-02 | MGM Grand Hotel & Casino, Las Vegas, Nevada             | A păstrat titlurile WBA (Super), WBC și The Ring Welterweight. A câștigat titlul WBO Welterweight.                         |
| Victorie                                                             | 47–0             | Marcos Maidana      | UD  | 12            | 2014-09-13 | MGM Grand Hotel & Casino, Las Vegas, Nevada             | A păstrat titlurile WBA (Super), WBC and The Ring Welterweight și WBC Light Middleweight.                                  |
| Victorie                                                             | 46–0             | Marcos Maidana      | MD  | 12            | 2014-05-03 | MGM Grand Hotel & Casino, Las Vegas, Nevada             | A apărat titlurile WBC și The Ring la semimijlocie. A câștigat WBA (Super) la semimijlocie.                                |
| Victorie                                                             | 45–0             | Saúl Álvarez        | MD  | 12            | 2013-09-14 | MGM Grand Hotel & Casino, Las Vegas, Nevada             | A apărat titlul WBA (Super) la mijlocie. A câștigat titlurile WBC & The Ring la mijlocie. Fight at 152-pound catch weight. |
| Victorie                                                             | 44–0             | Robert Guerrero     | UD  | 12            | 2013-05-04 | MGM Grand Hotel & Casino, Las Vegas, Nevada             | A păstrat titlul WBC Welterweight. A câștigat titlul The Ring Welterweight , care era vacant.                              |
| Victorie                                                             | 43-0             | Miguel Cotto        | UD  | 12            | 2012-05-05 | MGM Grand Garden Arena, Las Vegas, Nevada               | Pentru titlul WBA (Super) semimijlocie.                                                                                    |
| Victorie                                                             | 42–0             | Victor Ortiz        | KO  | 4 (12), 2:59  | 2011-09-17 | MGM Grand Garden Arena, Las Vegas, Nevada               | Won WBC Welterweight title.                                                                                                |
| Victorie                                                             | 41–0             | Shane Mosley        | UD  | 12            | 2010-05-01 | MGM Grand Garden Arena, Las Vegas, Nevada               | A non-title welterweight bout.                                                                                             |
| Victorie                                                             | 40–0             | Juan Manuel Márquez | UD  | 12            | 2009-09-19 | MGM Grand Garden Arena, Las Vegas, Nevada               | A non-title welterweight bout. Fight at 142-pound catch weight.                                                            |
| Victorie                                                             | 39–0             | Ricky Hatton        | TKO | 10 (12), 1:35 | 2007-12-08 | MGM Grand Garden Arena, Las Vegas, Nevada               | Păstrează titlul WBC și The Ring Welterweight titles.                                                                      |
| Victorie                                                             | 38–0             | Oscar De La Hoya    | SD  | 12            | 2007-05-05 | MGM Grand Garden Arena, Las Vegas, Nevada               | Won WBC Light Middleweight title.                                                                                          |
| Victorie                                                             | 37–0             | Carlos Baldomir     | UD  | 12            | 2006-11-04 | Mandalay Bay Resort și Casino, Las Vegas, Nevada        | Păstrează titlul IBO și a câștigat titlurile WBC, IBA și The Ring la categoria semimijlocie.                               |
| Victorie                                                             | 36–0             | Zab Judah           | UD  | 12            | 2006-04-08 | Thomas și Mack Center, Las Vegas, Nevada                | Won IBF și vacant IBO Welterweight titles.                                                                                 |
| Victorie                                                             | 35–0             | Sharmba Mitchell    | TKO | 6 (12), 2:06  | 2005-11-19 | Rose Garden, Portland, Oregon                           | A non-title welterweight bout.                                                                                             |
| Victorie                                                             | 34–0             | Arturo Gatti        | RTD | 6 (12), 3:00  | 2005-06-25 | Boardwalk Hall, Atlantic City, New Jersey               | Won WBC Light Welterweight title.                                                                                          |
| Victorie                                                             | 33–0             | Henry Bruseles      | TKO | 8 (12), 2:55  | 2005-01-22 | American Airlines Arena, Miami, Florida                 | WBC Light Welterweight Title Eliminator.                                                                                   |
| Victorie                                                             | 32–0             | DeMarcus Corley     | UD  | 12            | 2004-05-22 | Boardwalk Hall, Atlantic City, New Jersey               | WBC Light Welterweight Title Eliminator.                                                                                   |
| Victorie                                                             | 31–0             | Phillip N'dou       | TKO | 7 (12), 1:08  | 2003-11-01 | Van Andel Arena, Grand Rapids, Michigan                 | Păstrează titlul WBC și The Ring Lightweight titles.                                                                       |
| Victorie                                                             | 30–0             | Victoriano Sosa     | UD  | 12            | 2003-04-19 | Selland Arena, Fresno, California                       | Păstrează titlul WBC și The Ring Lightweight titles.                                                                       |
| Victorie                                                             | 29–0             | José Luis Castillo  | UD  | 12            | 2002-12-07 | Mandalay Bay Resort și Casino, Las Vegas, Nevada        | Păstrează titlul WBC și The Ring Lightweight titles.                                                                       |
| Victorie                                                             | 28–0             | José Luis Castillo  | UD  | 12            | 2002-04-20 | MGM Grand Garden Arena, Las Vegas, Nevada               | A câștigat titlul WBC și titlul vacant The Ring la categoria semiușoară.                                                   |
| Victorie                                                             | 27–0             | Jesús Chávez        | RTD | 9 (12), 3:00  | 2001-11-10 | Bill Graham Civic Auditorium, San Francisco, California | Păstrează titlurile Lineal și WBC la categoria superpană.                                                                  |
| Victorie                                                             | 26–0             | Carlos Hernández    | UD  | 12            | 2001-05-26 | Van Andel Arena, Grand Rapids, Michigan                 | Păstrează titlurile Lineal și WBC la categoria superpană.                                                                  |
| Victorie                                                             | 25–0             | Diego Corrales      | TKO | 10 (12), 2:19 | 2001-01-20 | MGM Grand Garden Arena, Las Vegas, Nevada               | Păstrează titlurile Lineal și WBC la categoria superpană.                                                                  |
| Victorie                                                             | 24–0             | Emanuel Augustus    | TKO | 9 (10), 1:06  | 2000-10-21 | Cobo Center, Detroit, Michigan                          | A non-title lightweight bout.                                                                                              |
| Victorie                                                             | 23–0             | Gregorio Vargas     | UD  | 12            | 2000-03-18 | MGM Grand Garden Arena, Las Vegas, Nevada               | Păstrează titlurile Lineal și WBC la categoria superpană.                                                                  |
| Victorie                                                             | 22–0             | Carlos Gerena       | RTD | 7 (12), 3:00  | 1999-09-11 | Mandalay Bay Resort și Casino, Las Vegas, Nevada        | Păstrează titlurile Lineal și WBC la categoria superpană.                                                                  |
| Victorie                                                             | 21–0             | Justin Juuko        | KO  | 9 (12), 1:20  | 1999-05-22 | Mandalay Bay Resort și Casino, Las Vegas, Nevada        | Păstrează titlurile Lineal și WBC la categoria superpană.                                                                  |
| Victorie                                                             | 20–0             | Carlos Rios         | UD  | 12            | 1999-02-17 | Van Andel Arena, Grand Rapids, Michigan                 | Păstrează titlurile Lineal și WBC la categoria superpană.                                                                  |
| Victorie                                                             | 19–0             | Angel Manfredy      | TKO | 2 (12), 2:47  | 1998-12-19 | Miccosukee Indian Reservation, Miami, Florida           | Păstrează titlurile Lineal și WBC la categoria superpană.                                                                  |
| Victorie                                                             | 18–0             | Genaro Hernández    | RTD | 8 (12), 3:00  | 1998-10-03 | Las Vegas Hilton, Las Vegas, Nevada                     | A câștigat titlurile Lineal și WBC la categoria superpană.                                                                 |
| Victorie                                                             | 17–0             | Tony Pep            | UD  | 10            | 1998-06-14 | Trump Taj Mahal, Atlantic City, New Jersey              | |
| Victorie                                                             | 16–0             | Gustavo Cuello      | UD  | 10            | 1998-04-18 | Grand Olympic Auditorium, Los Angeles, California       | |
| Victorie                                                             | 15–0             | Miguel Melo         | TKO | 3 (10), 2:30  | 1998-03-23 | Foxwoods Resort Casino, Mashantucket, Connecticut       | |
| Victorie                                                             | 14–0             | Sam Girard          | TKO | 2 (10), 2:47  | 1998-02-28 | Bally's Atlantic City, Atlantic City, New Jersey        | |
| Victorie                                                             | 13–0             | Hector Arroyo       | TKO | 5 (10), 1:21  | 1998-01-09 | Grand Casino Biloxi, Biloxi, Mississippi                | |
| Victorie                                                             | 12–0             | Angelo Nuñez        | TKO | 3 (8), 2:42   | 1997-11-20 | Grand Olympic Auditorium, Los Angeles, California       | |
| Victorie                                                             | 11–0             | Felipe Garcia       | KO  | 6 (8), 2:56   | 1997-10-14 | Qwest Arena, Boise, Idaho                               | |
| Victorie                                                             | 10–0             | Louie Leija         | TKO | 2 (10), 2:33  | 1997-09-06 | El Paso County Coliseum, El Paso, Texas                 | |
| Victorie                                                             | 9–0              | Jesús Chávez        | TKO | 5 (6), 2:02   | 1997-07-12 | Grand Casino Biloxi, Biloxi, Mississippi                | |
| Victorie                                                             | 8–0              | Larry O'Shields     | UD  | 6             | 1997-06-14 | Alamodome, San Antonio, Texas                           | |
| Victorie                                                             | 7–0              | Tony Duran          | TKO | 1 (6), 1:12   | 1997-05-09 | Orleans Hotel și Casino, Las Vegas, Nevada              | |
| Victorie                                                             | 6–0              | Bobby Giepert       | KO  | 1 (6), 1:30   | 1997-04-12 | Thomas și Mack Center, Las Vegas, Nevada                | |
| Victorie                                                             | 5–0              | Kino Rodriguez      | TKO | 1 (6), 1:44   | 1997-03-12 | DeltaPlex Arena, Walker, Michigan                       | |
| Victorie                                                             | 4–0              | Edgar Ayala         | TKO | 2 (4), 1:39   | 1997-02-01 | Swiss Park Hall, Chula Vista, California                | |
| Victorie                                                             | 3–0              | Jerry Cooper        | TKO | 1 (4), 1:39   | 1997-01-18 | Thomas și Mack Center, Las Vegas, Nevada                | |
| Victorie                                                             | 2–0              | Reggie Sanders      | UD  | 4             | 1996-11-30 | Tingley Coliseum, Albuquerque, New Mexico               | |
| Victorie                                                             | 1–0              | Roberto Apodaca     | TKO | 2 (4), 0:37   | 1996-10-11 | Texas Station, Las Vegas, Nevada                        | Mayweather's professional debut.                                                                                           |